# Progress M1-5
Progress M1-5 (ros. Прогресс М1-5) – statek zaopatrzeniowy serii Progress M, którego celem było ściągnięcie z orbity piętnastoletniej stacji kosmicznej Mir. 

## Przyczyny misji

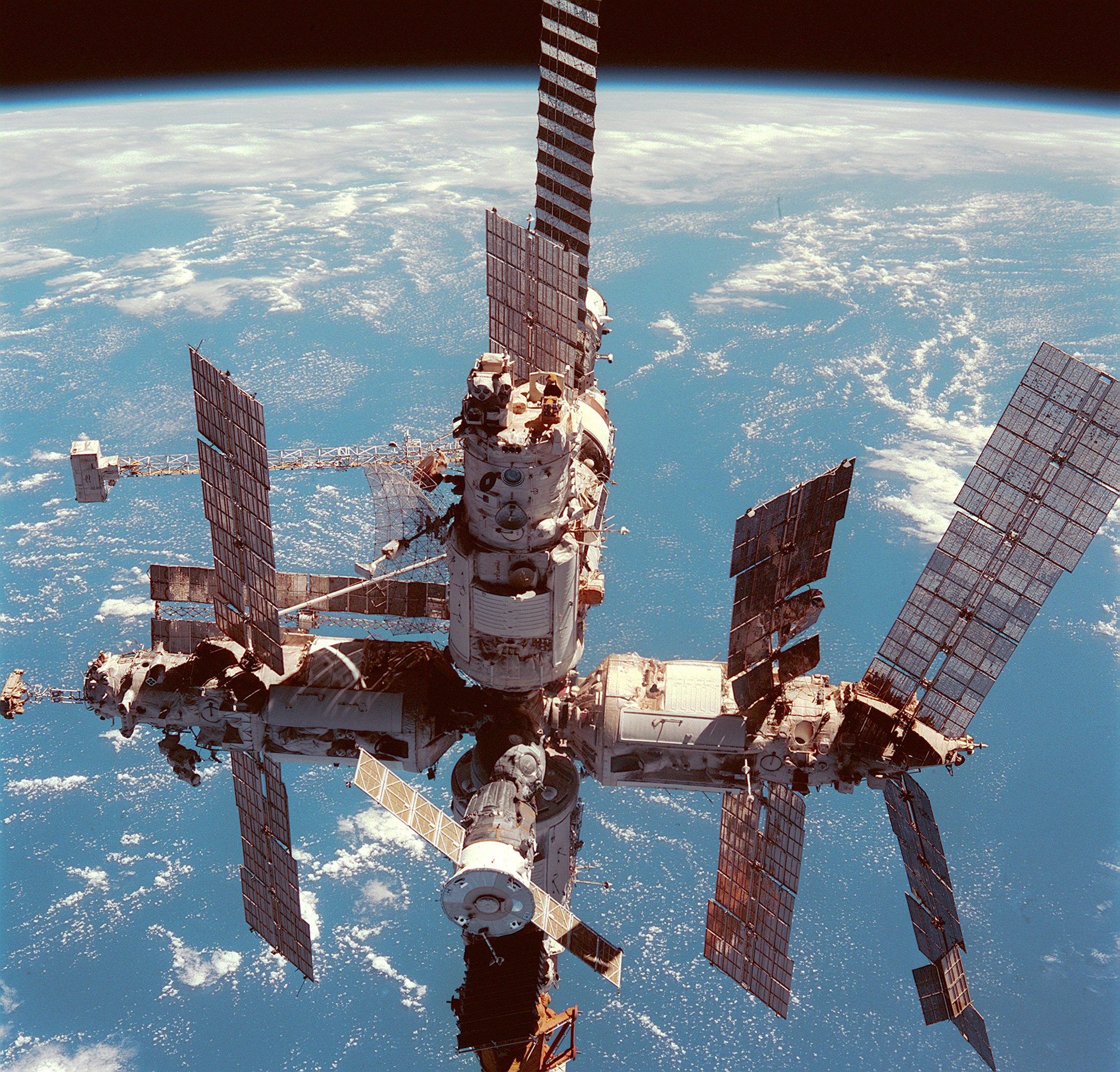
Mir widziany z wahadłowca Discovery (STS-91), 12 czerwca 1998

Mir był siódmą i ostatnią obsadzoną załogą stacją kosmiczną zbudowaną przez ZSRR, a także pierwszą modularną stacją orbitalną w historii. Pierwszy moduł stacji – DOS-7 – został wystrzelony w 1986 roku. Po kilkunastu latach eksploatacji cała aparatura obiektu zaczynała się dość często psuć, więc wymagane były ciągłe naprawy. W 2000 roku przedsiębiorstwo Mir-Corp sfinansowało lot Sojuz TM-30, podczas którego załoga miała przystosować Mira do lotów komercyjnych. Celu tego nie udało się jednak zrealizować z powodu braku pieniędzy zarówno ze strony Mir-Corp, jak i Roskosmosu. Pod koniec 2000 roku zarząd Roskosmosu zdecydował o natychmiastowej deorbitacji stacji, by nie dopuścić do autodeorbitacji nad terenem zaludnionym, jaka miała miejsce w przypadku stacji Skylab w 1979 roku i Salut 7 w 1991 roku.
Decyzja Roskosmosu nie była przyjęta bez fali krytyki. Dyskusja w sprawie stacji miała miejsce w listopadzie 2000 roku w rosyjskiej Dumie Państwowej. 8 marca 2001 roku ulicami Moskwy przeszła manifestacja przeciwko zniszczeniu Mira. Odpowiednie pismo w tej sprawie otrzymał również prezydent Rosji Władimir Putin. W sprawie stacji podzieleni byli również kosmonauci. Fala krytyki w związku z końcem stacji Mir prócz Federacji Rosyjskiej ogarnęła również inne państwa na świecie.
Roskosmos wraz z RKK Energia odrzuciły argumenty protestujących, gdyż, (cyt.) "Obecny stan instrumentów pokładowych nie pozwala na bezpieczną eksploatację Mira", oraz "pozostawienie stacji na orbicie może doprowadzić do utraty kontroli nad Mirem, a w rezultacie do katastrofalnych konsekwencji, które może ponieść nie tylko Rosja, ale cały świat."

## Przebieg misji
Do deorbitacji Mira wyznaczono pojazd typu Progress, oznaczony numerem M1-5. Początkowo miał lecieć z zaopatrzeniem na Międzynarodową Stację Kosmiczną, jednak ostatecznym celem pojazdu zostało zdjęcie stacji Mir z orbity i jej destrukcja.
Progress M1-5 wystartował z wyrzutni Gagarina w kazachskim kosmodromie Bajkonur 24 stycznia 2001 na pokładzie rakiety Sojuz 11A511U. 3 dni później podłączył się do portu cumowniczego modułu Kwant-1. Zanim wykonał manewr hamujący, spędził 2 miesiące na orbicie.
Deorbitacja miała 2 etapy: pierwszym było sprowadzenie stacji na orbitę o perygeum równym 160 km i apogeum 220 km. W tym celu dwukrotnie użyto silnika KTDU. Drugi i ostatni etap miał na celu wykonanie manewru hamującego i wprowadzenie Mira do atmosfery. 
Progress M1-5 wraz z całą stacją wszedł w atmosferę i uległ zniszczeniu nad Oceanem Spokojnym 23 marca 2001 o 06:59:54 czasu polskiego.